# 1934 aux échecs
| Années des échecs : 1931 - 1932 - 1933 - 1934 - 1935 - 1936 - 1937    |
| Décennies des échecs : 1900 - 1910 - 1920 - 1930 - 1940 - 1950 - 1960 |

Cet article présente les faits marquants de l'année 1934 aux échecs.

## Événements majeurs
- Le Championnat du monde d'échecs 1934 a vu s'affronter le tenant du titre, Alexandre Alekhine, et Efim Bogoljubov du 1er avril et 14 juin 1934 dans différentes villes d’Allemagne (Baden-Baden, Villingen, Fribourg-en-Brisgau, Pforzheim, Stuttgart, Munich, Bayreuth, Bad Kissingen, Nuremberg, Karlsruhe, Mannheim et Berlin). Alekhine a conservé son titre à l'issue du match.
- La première édition du championnat d'Arménie d'échecs a lieu, il est remporté par Genrikh Kasparian.

## Championnats nationaux
- Argentine : Roberto Grau remporte le championnat[1],[2].
- Autriche : David Podhorzer remporte le championnat officiel[3]. Pas de tournoi féminin[4].
- Belgique : Pas de championnat[5].
- Brésil : Orlando Roças remporte le championnat[6].
- Canada : John Belson remporte le championnat[7].
- Écosse : William Fairhurst remporte le championnat[8]
- Finlande: Eero Böök remporte le championnat[9].
- France : Victor Kahn remporte le championnat[10]. Chez les femmes, c’est Flandin qui s’impose[11] (l’Italienne Tonini est première, mais n’est pas déclarée championne du fait de sa nationalité italienne).
- RSSA Kazakhe : Nikolai Lopatnikov remporte la première édition du championnat[12].
- Pologne : Pas de championnat[13].
- Royaume-Uni: George Thomas remporte le championnat[14].
- Suisse : Hans Johner remporte le championnat [15].
- RSS d'Ukraine : Pas de championnat[16],[17], organisé dans le cadre de l’Union soviétique.

## Naissances
- Lev Polougaïevski
- Leonid Stein

## Nécrologie
- En 1934 : Magnus Smith (en)
- 10 janvier : Adolf Kramer (en)
- 17 février : Siegbert Tarrasch
- 15 avril : Herbert William Trenchard (en)
- 12 juillet : Alphonse Goetz
- En août : Martin Bier (en)
- 13 août : Erik Malmberg (en)
- 2 décembre : Georg Schories (en)
- 9 décembre : Manuel Márquez Sterling
- 14 décembre : Paul Saladin Leonhardt